# Radio 227
De radiozender Radio 227 was een zeezender op de middengolf op 1322 kHz, 227 m. Het station op het zendschip Laissez Faire volgde Radio Dolfijn op. Naast deze Nederlandstalige stations zat het Engelstalige Radio 355 aan boord. De uitzendingen van Radio 227 werden gestopt op 23 juli 1967, drie weken voordat het Verenigd Koninkrijk het Verdrag van Straatsburg in werking stelde en zeezenders verbood.
Bekende diskjockeys waren Lex Harding, Look Boden, Burgemeester Harkie, Tom Collins, Dick Weeda en John van Doren (later in Frankrijk bekend als de zanger David Alexandre Winter). 

## Radio 227 nu
In 2002 heeft voormalig dj Look Boden, samen met twee vrienden, de zender in eerste instantie als internetradiostation nieuw leven ingeblazen. Het station was ook via de kabel te beluisteren. Het nieuwe Radio 227 kent een muziekformat op basis van een easy-listening- en een middle-of-the-roadprogrammering. 90% van deze muziek van (ver) voor 1990 en is hoofdzakelijk gericht op de bevolkingsgroep boven de 40 jaar.
Doordat de kosten te hoog waren, zijn de uitzendingen via de kabel op 31 december 2010 gestopt. Als internetstation bestaat Radio 227 nog.